# Liste du patrimoine immobilier classé de Flémalle
Cette page regroupe l'ensemble du patrimoine immobilier classé de la ville belge de Flémalle.
| Objet | Année de construction / Architecte | Adresse                                                                | Section communale | Coordonnées                      | Numéro d’inventaire | Illustration |
| --- | ---------------------------------- | ---------------------------------------------------------------------- | ----------------- | -------------------------------- | ------------------- | --- |
| Orgues de l'église Saint-Matthias | 1598                               | Rue du Village, n° 111                                                 | Flémalle-Haute    | 50° 36′ 01″ nord, 5° 27′ 59″ est | 62120-CLT-0002-01   | Orgues de l'église Saint-Matthias |
| Château d'Aigremont (M) et ensemble formé par le château et les terrains qui l'entourent (S)                                                                            | 1717 - 1727                        | Rue Château d'Aigremont, n° 12 - 13                                    | Awirs             | 50° 35′ 27″ nord, 5° 24′ 54″ est | 62120-CLT-0003-01   | Château d'Aigremont (M) et ensemble formé par le château et les terrains qui l'entourent (S)                                                                            |
| Extension du site du château d'Aigremont |                                    | Rue Château d'Aigremont, n° 12 - 13                                    | Awirs             | 50° 35′ 26″ nord, 5° 24′ 47″ est | 62120-CLT-0004-01   | Extension du site du château d'Aigremont |
| Pavillons d'angle des jardins, chapelle, communs, ferme domaniale et murs de clôture et ferronneries du château d'Aigremont                                             | 1717 - 1727                        | Rue Château d'Aigremont, n° 12 - 13                                    | Awirs             | 50° 35′ 28″ nord, 5° 24′ 52″ est | 62120-CLT-0005-01   | Pavillons d'angle des jardins, chapelle, communs, ferme domaniale et murs de clôture et ferronneries du château d'Aigremont                                             |
| Grottes Schmerling |                                    | Rue des Fagnes (Engis) et rue Tewée                                    | Awirs             | 50° 35′ 32″ nord, 5° 24′ 27″ est | 62120-CLT-0006-01   | Grottes Schmerling |
| Site de Hautepenne |                                    | Rue Hautepenne, n° 6 et rue Louis Mestrez                              | Gleixhe           | 50° 36′ 31″ nord, 5° 23′ 42″ est | 62120-CLT-0007-01   | Site de Hautepenne |
| Château de Chokier (façades et toitures) (M) et ensemble formé par ledit château, le parc, la ferme et les terrains environnants (S)                                    |                                    | Chemin du Château                                                      | Chokier           | 50° 35′ 25″ nord, 5° 26′ 14″ est | 62120-CLT-0008-01   | Château de Chokier (façades et toitures) (M) et ensemble formé par ledit château, le parc, la ferme et les terrains environnants (S)                                    |
| Site formé par la place de Wérixhet |                                    | Chaussée de Chokier, en face des numéros 136 à 76, comprenant l'église | Chokier           | 50° 35′ 22″ nord, 5° 26′ 22″ est | 62120-CLT-0009-01   | Site formé par la place de Wérixhet |
| Château de Ramet et dépendances (façades et toitures) ainsi que les douves et les murs de clôture (M) et ensemble formé par ce château et les terrains environnants (S) |                                    | Chaussée de Ramet, n° 193, 195, 197, 228, 230 et 232                   | Ivoz-Ramet        | 50° 35′ 01″ nord, 5° 26′ 50″ est | 62120-CLT-0010-01   | Château de Ramet et dépendances (façades et toitures) ainsi que les douves et les murs de clôture (M) et ensemble formé par ce château et les terrains environnants (S) |
| Château de Hautepenne (façades et toitures), ainsi que le mur de soutènement, la balustrade de la terrasse et la margelle en pierre du bassin                           |                                    | Rue Hautepenne, n° 6                                                   | Gleixhe           | 50° 36′ 31″ nord, 5° 24′ 05″ est | 62120-CLT-0011-01   | Château de Hautepenne |
| Château de la Châtaigneraie et ses abords |                                    | Chaussée de Ramioul, n° 17 et 19                                       | Ivoz-Ramet        | 50° 35′ 02″ nord, 5° 26′ 25″ est | 62120-CLT-0012-01   | Château de la Châtaigneraie et ses abords |
| Grotte de Ramioul |                                    | Préhistomuseum, rue de la Grotte, n° 128                               | Ivoz-Ramet        | 50° 34′ 39″ nord, 5° 25′ 30″ est | 62120-CLT-0013-01   | Grotte et préhistosite de Ramioul |
| L'église Saint-Marcellin, tout le mobilier immeuble par destination et l'entrée ponctuée de quatre piliers avec grille                                                  |                                    | Chaussée de Chokier, entre les numéros 82 et 84                        | Chokier           | 50° 35′ 26″ nord, 5° 26′ 34″ est | 62120-CLT-0014-01   | L'église Saint-Marcellin, tout le mobilier immeuble par destination et l'entrée ponctuée de quatre piliers avec grille                                                  |
| L'église Saint-Lambert de La Gleixhe (intérieur, extérieur et mobilier)                                                                                                 |                                    | Rue Louis Mestrez, en face du numéro 1                                 | Gleixhe           | 50° 36′ 34″ nord, 5° 23′ 46″ est | 62120-CLT-0015-01   | L'église Saint-Lambert de La Gleixhe (intérieur, extérieur et mobilier)                                                                                                 |
| Les grottes Schmerling |                                    | Rue des Fagnes (Engis) et rue Tewée                                    | Awirs             | 50° 35′ 32″ nord, 5° 24′ 27″ est | 62120-PEX-0001-01   | Grottes Schmerling |